# (14818) Mindeli
(14818) Mindeli est un astéroïde de la ceinture principale.

## Description
(14818) Mindeli est un astéroïde de la ceinture principale. Il fut découvert le 21 octobre 1982 à Naoutchnyï par Lioudmila Karatchkina. Il présente une orbite caractérisée par un demi-grand axe de 2,91 UA, une excentricité de 0,17 et une inclinaison de 8,2° par rapport à l'écliptique.

## Compléments